# Vieux-Reng
Vieux-Reng è un comune francese di 852 abitanti situato nel dipartimento del Nord nella regione dell'Alta Francia.

## Società

### Evoluzione demografica
Abitanti censiti